# 安布希曼加
安布希曼加是距马达加斯加首都塔那那利佛东部大约24千米的一处世界遗产，此小镇带围墙，其中包括提供给王室关键成员的住宅、墓地和祭祀建筑等。本废墟是马达加斯加以及更广阔地区宗教信仰者的朝圣地之一 。一系列的建筑群于2001年列入联合国教科文组织世界遗产名录，登录面积59 ha，缓冲区面积425 ha。

## 登录基准
该世界遗产被认为满足世界遺產登錄基準中的以下基準而予以登錄：
- （iii）呈现有关现存或者已经消失的文化传统、文明的独特或稀有之证据。
- （iv）关于呈现人类历史重要阶段的建筑类型，或者建筑及技术的组合，或者景观上的卓越典范。
- （vi）具有显著普遍价值的事件、活的传统、理念、信仰、艺术及文学作品，有直接或实质的连结（世界遗产委员会认为该基准应最好与其他基准共同使用）。